# Qofas
Qofas (em persa: قفاس, também romanizada como Qofās e Qafās; também conhecida como Absin, Gafāş, Gofās, Hāji Sālih e Ḩājjī Şāleḩ) é uma aldeia do distrito rural de Bahmanshir-e Jonubi, no condado de Abadan, na província de Khuzistão, Irã.
Segundo o censo de 2006, sua população era de 34 habitantes, em 8 famílias.